# Хосіно (Фукуока)
Хосіно (星野村; -mura) — поселення на території Яме, префектура Фукуока, Японія.
Станом на 2003 рік, населення села становило 3 707 людей, з щільністю в 45.61 людини на квадратний кілометр. Загальна площа поселення — 81, 28 км².
Село є переможцем загальнояпонського змагання на найкрасивіше зіркове небо і рисові тераси. Незважаючи на прекрасні природні умови, Хосіно страждає від депопуляції, як і багато інших невеликих японських поселень.